# زیرساخت‌های شوروی در آسیای میانه

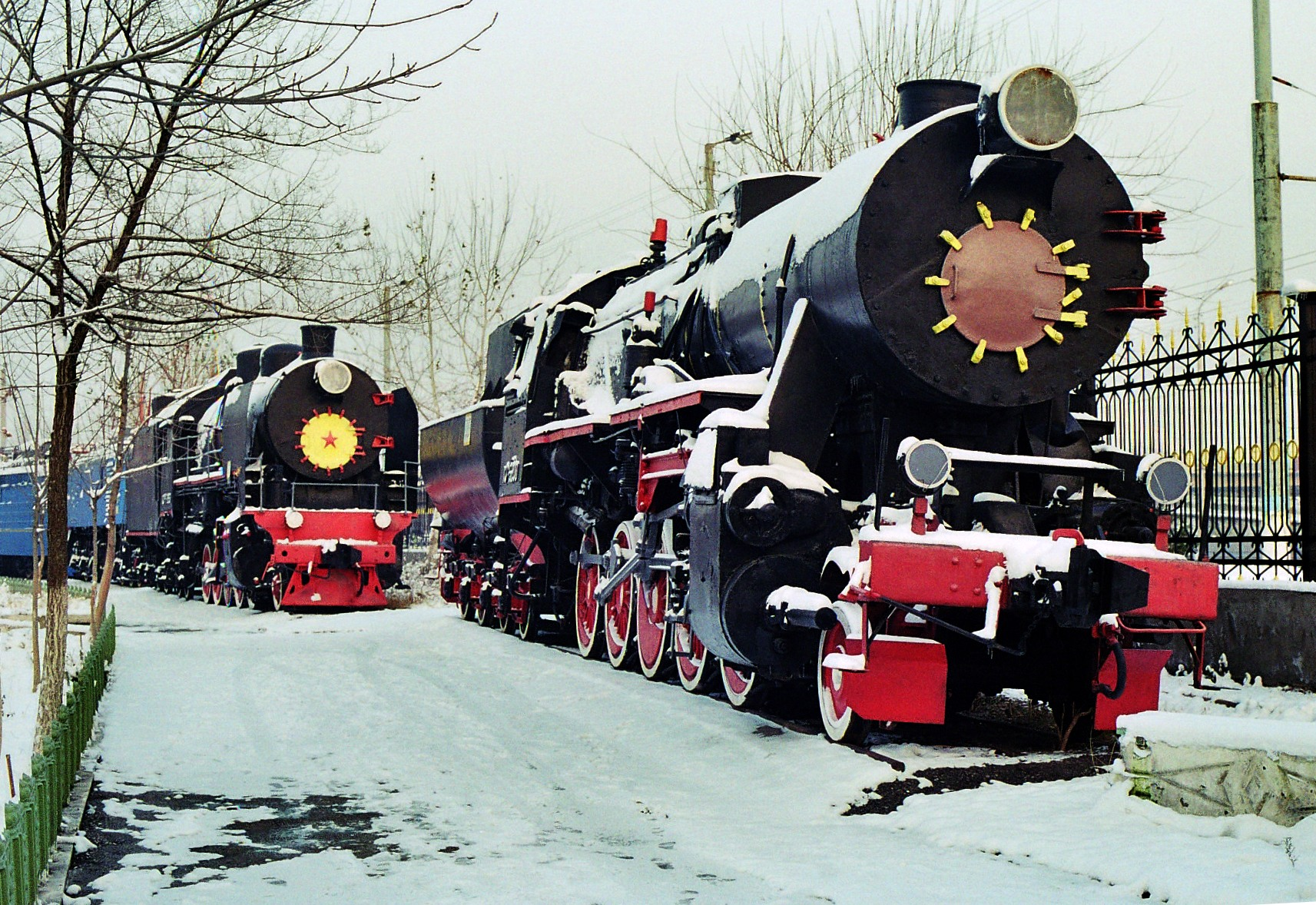
لوکوموتیو بخار شوروی در تاشکند

میراث اتحاد جماهیر شوروی در زیرساخت‌های آسیای میانه زنده مانده‌است. بسیاری از آنچه در آسیای میانه ساخته شده‌است، ستون فقرات زیرساخت‌های موجود برای ترابری، تحویل کالا و توزیع انرژی از دوران شوروی به یادگار مانده‌است. بسیاری از زیرساخت‌های صنعتی در دهه ۱۹۹۰، پس از سقوط اتحاد جماهیر شوروی، به ویژه در قرقیزستان و تاجیکستان، دچار افت شدید شدند؛ بنابراین، جاده‌ها، راه‌آهن‌ها و خطوط انرژی به سمت فدراسیون روسیه و دور از سایر همسایگان منطقه‌ای مانند چین، افغانستان یا ایران هستند.

## ترابری ریلی
شبکه راه‌آهن آسیای میانه اساساً با در نظر گرفتن نیازهای برنامه‌ریزان اتحاد جماهیر شوروی سابق طراحی شده‌است. کل سیستم راه‌آهن شوروی با هسته اصلی مسکو ساخته شد. در نتیجه، راه‌آهن‌های آسیای میانه عمدتاً شمال-جنوب هستند و مرزهای (امروزی) در برنامه‌ریزی نادیده گرفته شدند. در نتیجه، تقریباً تمام محموله‌های باری از آسیای مرکزی به روسیه از قزاقستان، از جمله تجارت با اروپا، عبور می‌کند. ازبکستان نیز ترافیک ترانزیت قابل توجهی دارد.

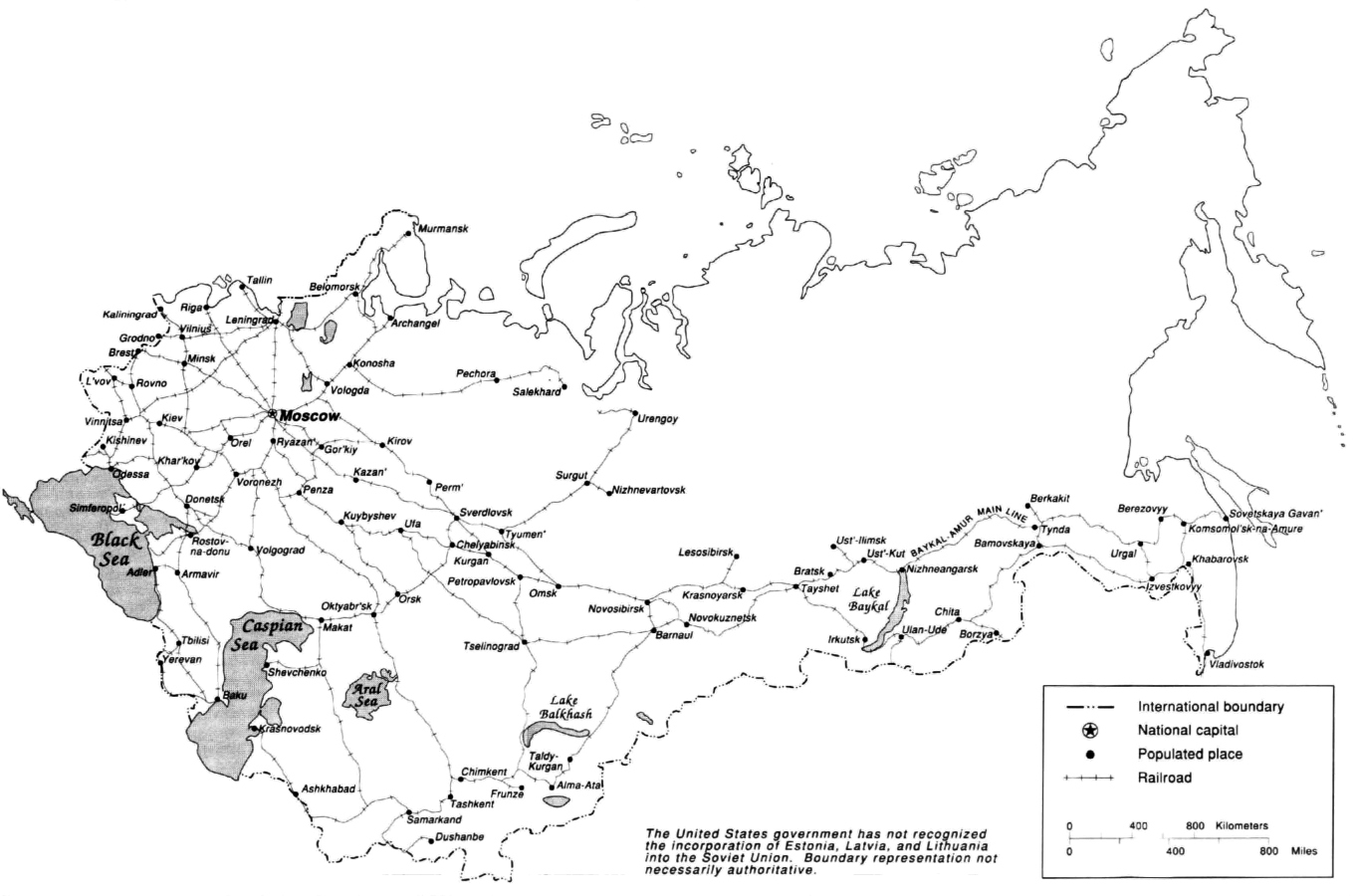
راه‌آهن بزرگ شوروی، ۱۹۸۶

طول کل شبکه ریلی در این چهار کشور حدود ۱۹۶۰۰ کیلومتر (کیلومتر) است اما اندازه آن بر اساس کشور متفاوت است.
- قزاقستان حدود ۱۴۶۰۰ کیلومتر خط اصلی دارد که ۳۷ درصد آن دوخطه و ۲۸ درصد آن برقی است.
- ازبکستان حدود ۴۰۰۰ کیلومتر خط اصلی با احتساب ۴۰۰ کیلومتر خط جدید ساخته شده در ۲ تا ۳ سال گذشته دارد. حدود ۱۵۰ کیلومتر دوخطه و حدود ۱۰ درصد برقی است.
- راه‌آهن سایر کشورهای آسیای مرکزی عمدتاً یک‌خطه است و برقی نیست. در سال ۲۰۰۴، خطوط اصلی شامل ۴۲۶ کیلومتر در قرقیزستان (بیشتر در شمال) و ۵۳۳ کیلومتر در تاجیکستان بود.[۱]

## ترابری جاده‌ای

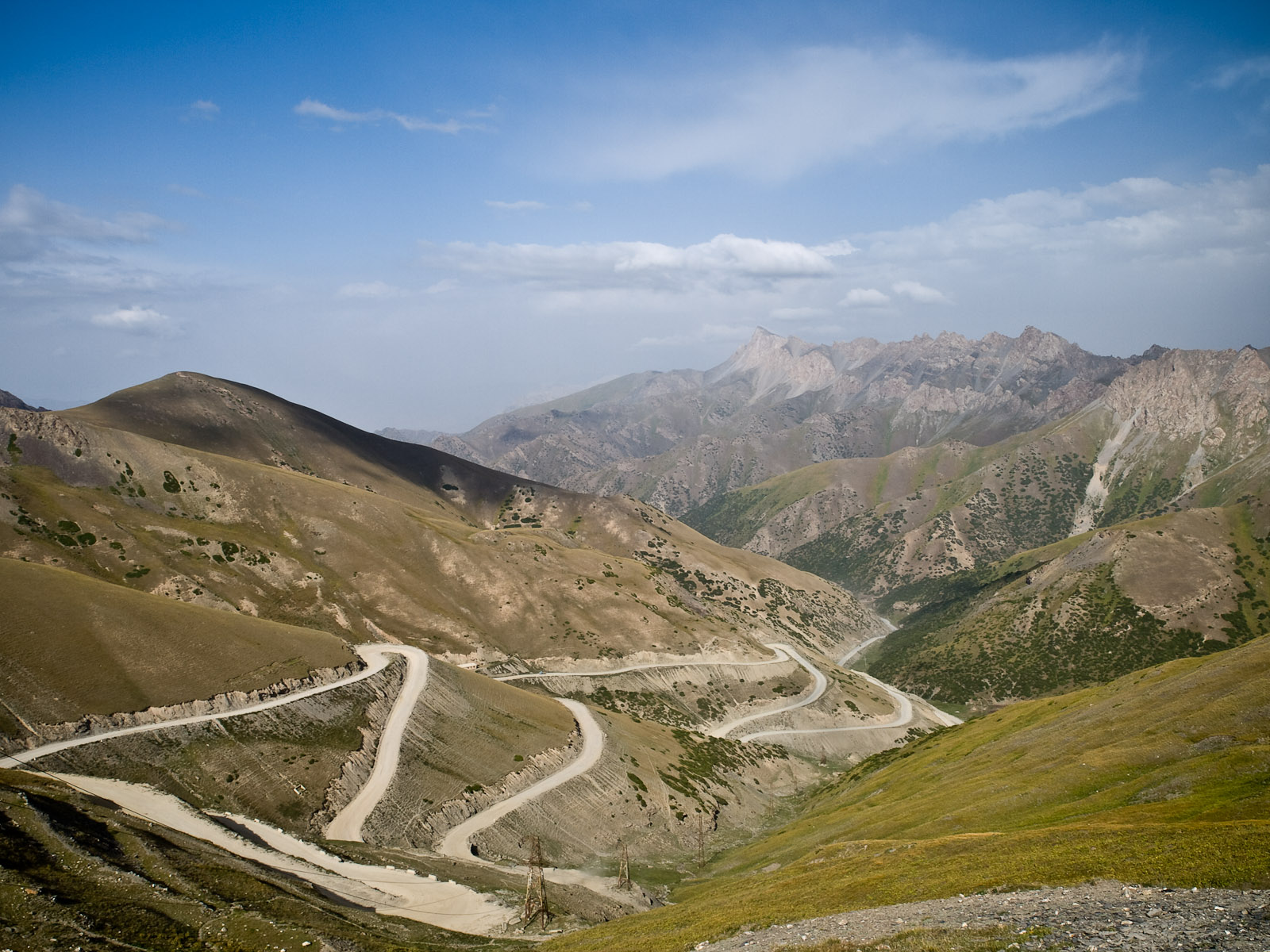
گردنه تالدیک (۳۶۰۰ متر)

جمعیت‌های نسبتاً کوچک، زمین‌های بزرگ (به ویژه در قزاقستان، ترکمنستان و ازبکستان) و زمین‌های کوهستانی دشوار (به‌ویژه در جمهوری قرقیزستان و تاجیکستان) هزینه‌های زیرساختی را افزایش می‌دهند و چالش‌هایی را برای نگهداری زیرساخت‌های جاده‌ای در آسیای میانه ایجاد می‌کنند. طول کل جاده تحت مدیریت دولت مرکزی (جاده‌هایی که بزرگراه ملی محسوب می‌شوند) در آسیای مرکزی ۵۹۴۳۰ کیلومتر است که تقریباً تمام آن آسفالت است. به دلیل حمل و نقل محصولات کشاورزی تازه، تغییرات فصلی قابل توجهی در استفاده از جاده وجود دارد. تقریباً تمام محصولات غذایی با ترابری جاده‌ای از جنوب به شمال به ویژه در ماه‌های گرم تر حمل می‌شوند.

## زیرساخت‌های انرژی

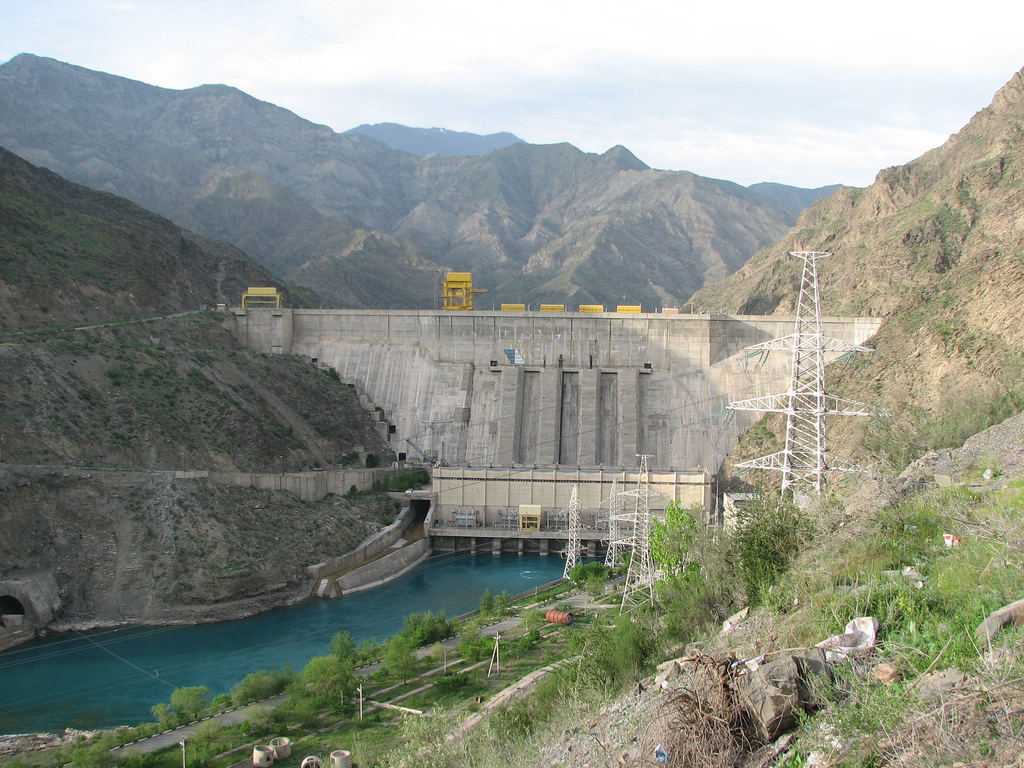
ایستگاه برق آبی کورپسای، قرقیزستان

در دوران شوروی، سیستم انرژی متحد آسیای میانه (UESCA) مبادله آب و انرژی میان پنج کشور آسیای مرکزی را فراهم می‌کرد. هنگامی که اتحاد جماهیر شوروی فروپاشید، این کشورها به سرعت دریافتند که شبکه‌های جدید و قطع شده آن‌ها دارای شکاف‌های قابل توجهی است. بر اساس ترتیبات رایج در دوران اتحاد جماهیر شوروی، قرقیزستان و تاجیکستان در تابستان آب ازبکستان، قزاقستان و ترکمنستان را برای آبیاری تأمین می‌کنند. در زمستان ترکمنستان، قزاقستان و ازبکستان برای تأمین نیازهای گرمایشی به تاجیکستان و قرقیزستان گاز می‌دهند. UESCA در سال ۲۰۰۳ با اعلام خروج ترکمنستان از این سیستم شروع به فروپاشی کرد. با از هم پاشیدن قراردادهای مشترک دوران شوروی، تاجیکستان و قرقیزستان با کمبود شدید تأمین برق مواجه هستند. کمبود انرژی زمستانی در تاجیکستان ۵۰۰ مگاوات است.